# Elżbieta Solak
Elżbieta Solak (ur. 1962) – polska językoznawczyni, slawistka, bułgarystka, adiunkt w Instytucie Filologii Słowiańskiej Uniwersytetu Jagiellońskiego.

## Życiorys
Ukończyła studia z zakresu filologii bułgarskiej na Uniwersytecie Sofijskim im. św. Klemensa z Ochrydy. Pracę dyplomową, napisaną pod kierunkiem Petii Asenowej obroniła w 1986 roku.  Od tego roku była zatrudniona w Instytucie Filologii Słowiańskiej Uniwersytetu Jagiellońskiego kolejno jako: młodszy bibliotekarz (do 1987), lektor-stażysta (do 1988), asystent (do 1995), asystent z doktoratem (do 1997), adiunkt (do 2010) adiunkt z habilitacją. Doktorat Język nowobułgarskiego przekładu Biblii, napisany pod kierunkiem Jerzego Ruska obroniła w 1995 roku. W 2010 roku uzyskała habilitację na podstawie rozprawy Znaki szczególne: Językowe i wokółjęzykowe problemy bułgarskiego Odrodzenia. W latach 1996–2004 pracowała na Uniwersytecie im. Adama Mickiewicza w Poznaniu. Współpracowała z zespołem Słownika współczesnego języka polskiego pod redakcją Bogusława Dunaja.

## Zainteresowania naukowe
Zajmuje się kwestiami związanymi z semiotyką kultury, etnolingwistyką, socjolingwistyką i teorią przekładu. Szczególną uwagę poświęca zagadnieniom języka przekładów Pisma Świętego i kulturze słowiańskiej XIX wieku, w tym transferowi idei i początkom naukowej slawistyki. W dorobku ma również publikacje poświęcone językowi bułgarskiemu i kulturze bułgarskiej.